# امیرحسین مقصودی
امیرحسین مقصودی در مسابقات کشتی آزاد آسیایی بزرگسالان ۲۰۲۰ در دهلی نو در وزن ۶۵ کیلوگرم کشتی آزاد مدال برنز را کسب کرد.

## فعالیت حرفه‌ای ورزشی

### مسابقات قهرمانی کشتی جهان ۲۰۱۸
در وزن ۶۵ کیلوگرم امیرحسین مقصودی در دور نخست مقابل ولادیمر خینچگاشویلی قهرمان جهان و المپیک از گرجستان با نتیجه ۷ بر ۳ مغلوب شد و با توجه به شکست خنچیگاشویلی مقابل کشتی‌گیر روس، مقصودی حذف شد.
مسابقات قهرمانی جهان جوانان 2019
در وزن 65 کیلوگرم امیرحسین مقصودی با کمک رسول دهقان نژاد  در دور اول با نتیجه 10 بر صفر استفان کومان از رومانی را مغلوب کرد وی در دور بعد مقابل کانتا توکوریکی از ژاپن با نتیجه 14 بر 4 به پیروزی رسید. وی در مرحله یک چهارم نهایی در یک کشتی نزدیک با نتیجه 7 بر 7 از سد توران بایراموف از آذربایجان گذشت و راهی مرحله نیمه نهایی شد. وی در این مرحله با نتیجه 7 بر صفر احمت سلیم ایگیت از ترکیه را از پیش رو برداشت و راهی دیدار فینال شد. مقصودی در دیدار مقابل کوربان شیرایف از روسیه با نتیجه 8 بر 4 پیروز شد و به مدال طلا دست یافت.

### قهرمانی آسیا ۲۰۲۰
در وزن ۶۵ کیلوگرم امیرحسین مقصودی در دور اول مقابل نورگازی عبدالرزاکوف از قرقیزستان با نتیجه ۱۰ بر صفر پیروز شد وی در دور بعد مقابل یایو چانگ از چین تایپه نیز با نتیجه ۱۰ بر صفر پیروز و راهی مرحله نیمه نهایی شد. مقصودی در این مرحله مقابل باجرانگ پونیا دارنده مدال نقره و برنز جهان از هند با نتیجه ۱۰ بر صفر مغلوب شد و به دیدار رده‌بندی رفت. مقصودی در این دیدار با نتیجه ۲ بر صفر عباس رحمان اف از ازبکستان را مغلوب کرد و به مدال برنز رسید.